# شبكة شارلوت (فلم 1973)
شبكة تشارلوت (بالإنكليزية:Charlotte's Web) هو فيلم للرسوم المتحركة. أنتج العام 1973، استنادا لكتاب الأطفال الذي حمل العنوان ذاته وألفه أي سي وايت. ويدور حول خنزير صغير اسمه ويبر، أنقذ من الذبح بفضل أنثى عنكبوت ذكية اسمها تشارلوت.
قام بإنتاج الفيلم وهو فيلم رسوم متحركة موسيقي، «حنا وباربرا للإنتاج» و«ساغيتاريوس للإنتاج» في عام 1973. عرض الفيلم في الصالات من خلال باراماونت في 1 مارس 1973. شارك في الفيلم عبر الصوت ديبي رينولدز، بول ليند وهنري غيبسون.
في 18 مارس 2003 أطلقت باراماونت في الصالات الأمريكية فيلم شبكة تشارلوت 2: مغامرة ويبر الكبرى.تلاه إطلاق فيلم شبكة في العام 2006 والذي مثلت فيه داكوتا فننغ وجوليا روبرتس في دور العنكبوت وستيف بوسيمي في دور جرذ.

## وصلات خارجية
- شبكة شارلوت على موقع IMDb (الإنجليزية)
- شبكة شارلوت على موقع ميتاكريتيك (الإنجليزية)
- شبكة شارلوت على موقع روتن توميتوز (الإنجليزية)
- شبكة شارلوت على موقع نتفليكس (الإنجليزية)
- شبكة شارلوت على موقع ألو سيني (الفرنسية)
- شبكة شارلوت على موقع Turner Classic Movies (الإنجليزية)
- شبكة شارلوت على موقع أول موفي (الإنجليزية)
- شبكة شارلوت على موقع بوكس أوفيس موجو (الإنجليزية)
- شبكة شارلوت على موقع فيلمافينيتي (الإسبانية)
- شبكة شارلوت على موقع قاعدة بيانات الفيلم (الإنجليزية)